# Jugar a los médicos

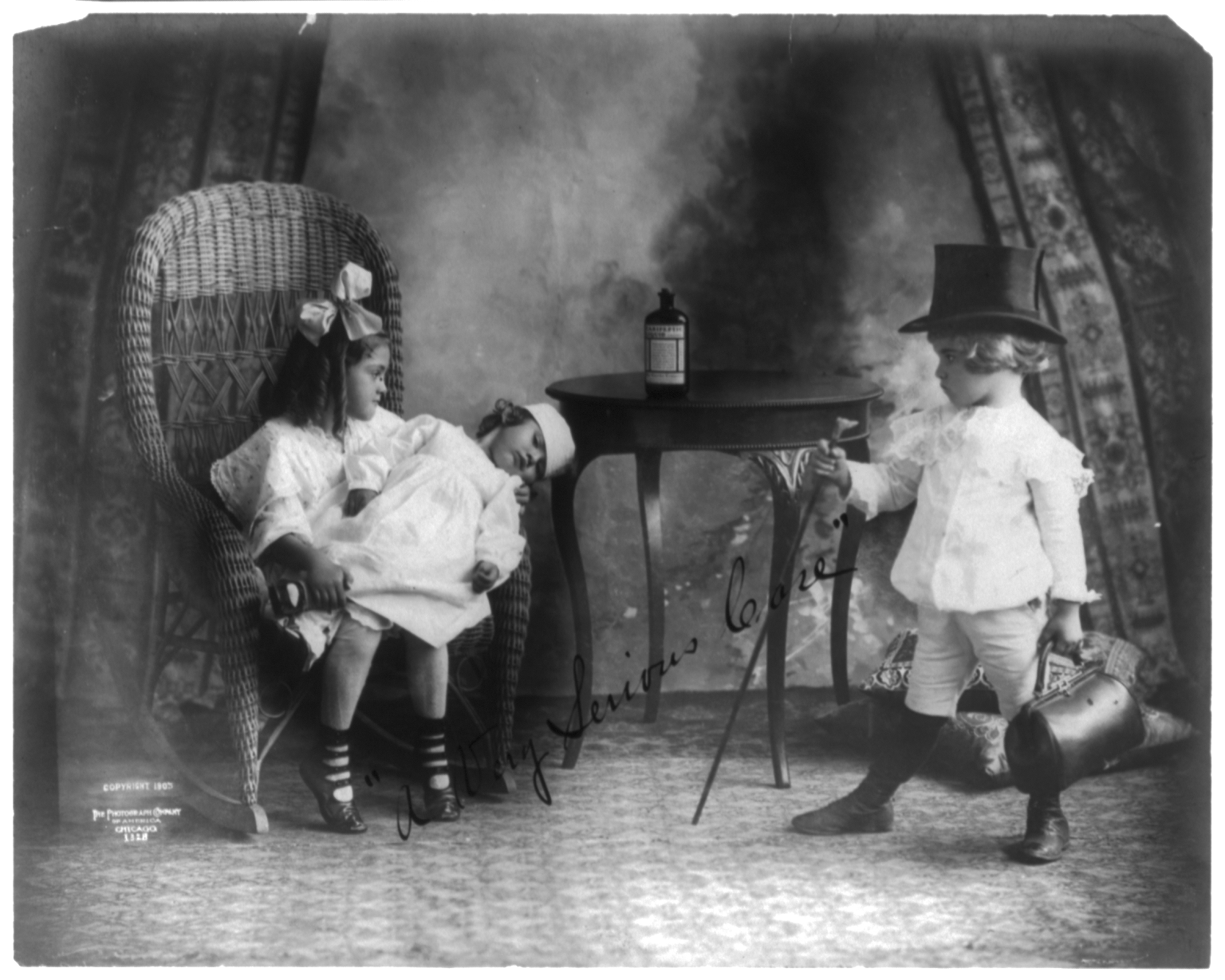
Niña sosteniendo una niña más pequeña con una venda en la cabeza, con un niño pequeño usando sombrero de copa y sosteniendo un bastón y una bolsa jugando al doctor

"Jugar a los médicos" (también conocido como "jugar al doctor") es una frase coloquial utilizada en el mundo occidental para referirse a los niños que examinan el cuerpo y el genitales de otro. Tiene su origen en que los niños pretenden asumir roles de doctor y paciente como pretexto para tal examen. Independientemente de si los juegos de rol están presentes, la frase suele refiere a cualquier examen similar.
Jugar a los médicos se distingue de abuso sexual de menor a menor porque este último tiene como objetivo la estimulación sexual, incluyendo el orgasmo, en lugar de simple curiosidad anatómica. Jugar al médico está considerado por la mayoría de psicólogos infantiles un paso normal en el desarrollo de la niñez entre las edades de aproximadamente tres y seis años, siempre y cuando todos los participantes sean voluntarios y relativamente de la misma edad. Aun así, puede ser una fuente de incomodidad para algunos padres descubrir que sus hijos están participando en tal actividad. Los expertos en paternidad a menudo aconsejan a los padres ver tal descubrimiento como una oportunidad para enseñar con calma a sus hijos sobre las diferencias entre los sexos, intimidad personal, y respeto a la intimidad de otros niños.